# مطار علامه إقبال الدولي
مطار علامه إقبال الدولي (بالأردوية: علامہ اقبال بین الاقوامی ہوائی اڈا)‏(إياتا: LHE، إيكاو: OPLA) هو ثالث أكبر مطار مدني في باكستان، يخدم المطار مدينة لاهور عاصمة إقليم البنجاب، وكذلك جزء كبير من المسافرين في إقليم البنجاب، كان المطار يسمى مطار لاهور الدولي، ثم أُعيد تسميته وسمي بواحد من الرواد الذين ساهموا في تأسيس باكستان، لدى المطار حاليا ثلاث محطات رئيسية: محطة علامه إقبال، ومحطة الحج، ومحطة للبضائع، يقع المطار على بعد 15 كم من وسط المدينة.

## التاريخ

### بعد الاستقلال
في فترة تأسيس باكستان كان مطار والتون المطار الرئيسي في لاهور، وعندما قامت شركة الخطوط الجوية الباكستانية بشراء أول طائرة من نوع بوينغ 720، كان مطار والتون غير قادر على التعامل مع حمولة طائرة كبيرة بهذا الحجم، قررت حكومة باكستان بناء مطار جديد ذو علامة تجارية، وافتتح في عام 1962، وكان قد بُني للمطار مدرج مخصص للتعامل مع الطائرات الكبيرة بما فيها بوينغ 747، وهذا ما سمح لمدينة لاهور بفتح أبوابها للعالم، وبدأت الخطوط الجوية الدولية الباكستانية بتسيير رحلات مباشرة إلى دبي ولندن عبر كراتشي.

### محطة المطار
على مدى السنوات الخمس والعشرين التي تلت بناء المطار ارتفع الطلب على السفر الجوي، وهذا ما أدى بالحكومة الباكستانية لبناء مطار جديد لتلبية الاحتياجات المتزايدة في المنطقة، في مارس 2003 تم افتتاح محطة جديدة من قبل الجنرال برويز مشرف بتكليف من قبل رئيس الوزراء السابق نواز شريف، وتم تسمية المطار بمطار علامه إقبال الدولي وأصبحت ثاني أكبر مطار في باكستان بعد مطار جناح الدولي في كراتشي، ثم تم تحويل جميع الرحلات الجوية إلى المطار الجديد، وتحول المطار القديم إلى عهدت الجيش، وفي وقت لاحق استعادت الحكومة المطار القديم من الجيش، وتم تطور ليصبح محطة الحج.

### خطط التوسع
في 3 مارس 2014 وافق رئيس الوزراء على خطط التوسع لتوسيع المحطة التاسعة في مطار علامة إقبال، وفي 8 فبراير 2015، تم تجديد محطة الحج بشكل كامل مع بناء صالات ومرافق أمنية تحسبا لموسم الحج، وفي افتتاح مطار مولتان الدولي في عام 2015 صرح رئيس مجلس الوزراء أن كلا جانبي مطار علامه إقبال سيتم توسيعهما، وسيمتلك المطار محطة منفصلة للرحلات الداخلية،  كما أعلن أن مدرجات الطائرات الجديدة ستبنى في المطار لاستيعاب الطائرات الكبيرة مثل بوينغ 777.

## شركات الطيران

### الركاب
| شركـات طيـران                     | الوجهات |
| --------------------------------- | --- |
| Aero Nomad Airlines               | مطار مناس الدولي |
| العربية للطيران                   | مطار رأس الخيمة الدولي |
| إيربلو                            | مطار زايد الدولي، مطار دبي الدولي، مطار الملك عبد العزيز الدولي، مطار جناح الدولي، مطار الملك خالد الدولي، مطار الشارقة الدولي |
| AirSial                           | مطار الملك فهد الدولي، مطار الملك عبد العزيز الدولي، مطار جناح الدولي، مطار مسقط الدولي |
| الخطوط الجوية الأذرية             | مطار حيدر علييف الدولي |
| باتيك إير ماليزيا                 | مطار كوالالمبور الدولي |
| خطوط جنوب الصين الجوية            | مطار قوانغتشو باييون الدولي |
| طيران الإمارات                    | مطار دبي الدولي |
| الاتحاد للطيران                   | مطار زايد الدولي |
| فلاي دبي                          | مطار دبي الدولي |
| فلاي جناح                         | مطار جناح الدولي، مطار الشارقة الدولي |
| طيران ناس                         | مطار الملك فهد الدولي، مطار الملك عبد العزيز الدولي، مطار الملك خالد الدولي |
| طيران الخليج                      | مطار البحرين الدولي |
| الخطوط الجوية الإيرانية           | مطار مشهد الدولي، مطار الإمام الخميني الدولي |
| طيران الجزيرة                     | مطار الكويت الدولي |
| الخطوط الجوية الكويتية            | مطار الكويت الدولي |
| ماهان إير                         | مطار مشهد الدولي، مطار الإمام الخميني الدولي |
| الخطوط الجوية الدولية الباكستانية | مطار زايد الدولي، مطار البحرين الدولي، مطار الملك فهد الدولي، مطار حمد الدولي، مطار دبي الدولي، مطار الأمير نايف بن عبد العزيز الدولي، Gilgit، مطار إسطنبول الدولي، مطار الملك عبد العزيز الدولي، مطار جناح الدولي، مطار كوالالمبور الدولي، مطار الأمير محمد بن عبد العزيز الدولي، مطار مسقط الدولي، مطار كويته الدولي، مطار الملك خالد الدولي، مطار الشارقة الدولي، Skardu، مطار تورونتو بيرسون الدولي |
| الخطوط الجوية القطرية             | مطار حمد الدولي |
| طيران السلام                      | مطار مسقط الدولي |
| الخطوط السعودية                   | مطار الملك عبد العزيز الدولي، مطار الملك خالد الدولي |
| SCAT Airlines                     | مطار ألماتي الدولي |
| سيرين للطيران                     | مطار دبي الدولي، مطار الملك عبد العزيز الدولي، مطار جناح الدولي، مطار كويته الدولي، مطار الشارقة الدولي |
| الخطوط الجوية السريلانكية         | مطار باندارنيك الدولي |
| تابان للطيران                     | مطار مشهد الدولي |
| الخطوط الجوية الدولية التايلاندية | مطار سوفارنابومي الدولي |
| الخطوط الجوية التركية             | مطار إسطنبول الدولي |
| الخطوط الجوية الأوزبكية           | مطار طشقند الدولي (تستأنف في 15 نوفمبر 2024) |

### الشحن
| شركـات طيـران             | الوجهات                                               |
| ------------------------- | ----------------------------------------------------- |
| دي إتش إل للطيران         | مطار أبو ظبي الدولي، مطار البحرين الدولي، قاعدة بغرام |
| مصر للطيران للشحن         | مطار القاهرة الدولي                                   |
| FitsAir                   | مطار باندارنيك الدولي                                 |
| Maximus Air Cargo         | مطار أبو ظبي الدولي، مطار دبي الدولي                  |
| MNG Airlines              | مطار أبو ظبي الدولي، مطار كابل الدولي                 |
| الخطوط الجوية القطرية     | مطار حمد الدولي                                       |
| الخطوط الجوية السريلانكية | مطار باندارنيك الدولي                                 |
| TCS Couriers              | مطار دبي الدولي، مطار جناح الدولي                     |
| الخطوط الجوية التركية     | مطار إسطنبول الدولي                                   |
| YTO Cargo Airlines        | مطار لانتشو تشونغ تشوان                               |